# Antefixo
O antefixo ou antefixa é um bloco ornamental colocado verticalmente ao longo dos beirais dos telhados para proteger a extremidade da telha e esconder a união entre as telhas.
A exemplo, os antefixos do Santuário de Cittanova são 18 antefixos de argila do Santuário de Cittanova perto de Módena, hoje guardados no Museu Cívico de Módena.